# Диадемодоны
Диадемодоны (лат. Diademodon) — род раннетриасовых терапсид из группы цинодонтов.

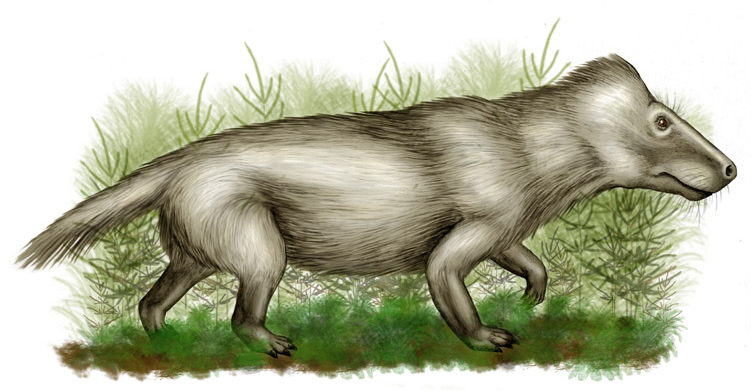
Diademodon sp. (реконструкция)

Были разных размеров, самые крупные достигали величины крупной собаки (однако имели достаточно короткие лапы), были 2 м в длину с хвостом и являлись одними из наиболее крупных цинодонтов. Как и другие цинодонты, вероятно, были всеядными, питались как растительной пищей, так и другими животными и падалью. Ископаемые остатки разных представителей рода, возраст которых оценивается в 228—252 млн лет (ранний триас), были найдены в Южной Африке (Намибия, Замбия), на юге Южной Америки (Аргентина, геологическая формация Rio Seco de la Quebrada) и в Антарктиде (формация Fremouw).